# Associazione Calcio Nardò
L'Associazione Calcio Nardò s.r.l., meglio nota come Nardò, è una società calcistica italiana con sede nella città di Nardò. Milita nel girone H della Serie D, la quarta divisione del campionato italiano.

## Storia
La società nasce nel 1925 con la denominazione di Unione Sportiva Neritina, includendo nei propri quadri societari professionisti e artigiani neretini. Partecipa a campionati di carattere locale e regionale fino al 1962, quando ottiene la significativa vittoria del campionato di Prima Categoria, conquistando la promozione in Serie D.

Formazione del Nardò 1965-1966, al debutto in Serie C.

Nel 1958 la società allarga i propri quadri e cambia denominazione in Associazione Calcio Nardò. I quadri societari furono caratterizzati dall'esclusiva presenza di soci neretini, facenti parte della borghesia cittadina. Al termine del campionato 1964-1965 il Nardò conquista per la prima volta nella sua storia la Serie C. Il primo campionato nella terza serie nazionale sarà caratterizzato da varie vicissitudini che costringeranno la squadra a doversi giocare la permanenza nella categoria nello spareggio decisivo contro il Savoia. Il 29 maggio 1966 allo stadio Flaminio di Roma, i neretini vincono 2-0 grazie alle reti di Taiano e Nedi, conquistando una storica salvezza al primo anno di militanza in Serie C. Dopo quattro anni di permanenza, il Nardò retrocede in Serie D, al termine della stagione 1968-1969. Dunque, la società retrocederà nel campionato regionale di Promozione nel 1980, dove rimarrà solo un anno, in seguito ad una nuova promozione nel Campionato Interregionale. Nel campionato 1983-1984 i neretini giungono secondi nel proprio girone al termine della regular season, perdendo la promozione in Serie C solo alla sedicesima giornata, a vantaggio del Crotone che si classificherà primo con soli due punti di vantaggio.
Nel 1989 la società viene esclusa dal campionato per inadempienze finanziarie e rilevata da Benito Papadia, ripartendo dunque dal campionato di Promozione; dopo un solo anno si conquisterà l'accesso in Interregionale, dopo lo spareggio decisivo vinto contro il Canosa. Si otterranno due terzi posti consecutivi, nel 1995 e nel 1996, a cui farà seguito un primo posto nel 1997; la vittoria del proprio girone sarà tuttavia resa vana dalla sconfitta nello spareggio decisivo contro i rivali del Tricase, giocato a Taranto. Promozione, tuttavia, rimandata di un solo anno, poiché il Nardò vincerà nuovamente il proprio girone la stagione seguente, conquistando l'accesso in Serie C2, grazie anche ai gol di Daniele Vantaggiato, primatista di reti all-time in maglia granata. Al termine della stagione 1999-2000 i pugliesi retrocedono, ma vengono ripescati. L'anno successivo invece, i neretini centrano quello che tuttora rimane il miglior piazzamento nella storia della società: ottavo posto in campionato, a pari punti col Gela, settimo grazie alla differenza reti favorevole. Tuttavia, al termine della stagione seguente arriverà la retrocessione che segna il ritorno fra i dilettanti, dopo la sconfitta ai play-out contro la Cavese. Sebbene nelle annate seguenti si getteranno le basi per un pronto ritorno nel professionismo, il Nardò sfiorerà la promozione solamente nel 2004, perdendo ai play-off con il Bojano, retrocedendo nell'Eccellenza regionale nel 2005. Nel frattempo, Papadia aveva lasciato nel 2003, dopo quattordici anni di presidenza, e Russo aveva rilevato la società nel 2005.
Nel 2008 la società è soggetta ad una grave crisi, nonostante ciò tuttavia la squadra sfiorerà l'accesso ai play-off. Al termine del campionato, la crisi sarà ridimensionata grazie all'aiuto economico da parte dei tifosi. Ci sarà inoltre il cambio di denominazione in Associazione Sportiva Dilettantistica Nardò Calcio. Nella stagione 2009-2010 il Nardò riconquista la Serie D, giungendo primo nel girone unico di Eccellenza, e vincendo anche la Coppa Italia regionale in finale contro il Liberty Molfetta. I neretini disputeranno tre campionati di Serie D consecutivi, perdendo i play-off nella stagione 2010-2011. Nel 2012 la società è in piena crisi economica: riuscirà tuttavia a portare avanti altre due stagioni, prima di essere radiata dal campionato 2013-2014 dopo aver rinunciato alla disputa di quattro gare ufficiali.
Il 22 giugno 2014 nasce ufficialmente l'Associazione Calcio Dilettantistica Nardò, che rileva il titolo sportivo del Copertino e si iscrive al campionato regionale di Eccellenza. La squadra si classifica seconda al termine della regular season, conquistando il diritto di accedere ai play-off nazionali; in semifinale viene eliminato il Mazara, mentre il 14 giugno i neretini conquisteranno la promozione in Serie D vincendo la finale di ritorno contro lo Scordia.
Nell'estate del 2017 avviene la trasformazione in società di capitali con conseguente cambio di denominazione in Associazione Calcio Nardò S.r.l.

## Strutture

### Stadio
L'impianto di casa è lo stadio comunale Giovanni Paolo II, che, inaugurato nel 1960, ha una capienza di 5 000 posti.

## Palmarès

### Competizioni interregionali
- Serie D: 1

1964-1965 (girone E)
- Campionato Nazionale Dilettanti: 1

1997-1998 (girone H)

### Competizioni regionali
- Eccellenza: 1

2009-2010

- Coppa Italia Dilettanti Puglia: 1

2009-2010

### Altri piazzamenti
- Serie D:

Secondo posto: 1973-1974 (girone H)
Terzo posto: 2003-2004 (girone H)
Terzo posto: 2022-2023 (girone H) vincitori playoff
Terzo posto: 2023-2024 (girone H) vincitori  playoff
- Campionato Interregionale:

Secondo posto: 1981-1982 (girone L), 1983-1984 (girone I)
- Campionato Nazionale Dilettanti:

Terzo posto: 1994-1995 (girone H), 1995-1996 (girone H)
- Eccellenza:

Secondo posto: 2014-2015
- Scudetto Dilettanti:

Terzo posto: 1995-1996
- Coppa Italia Dilettanti:

Semifinalista: 1995-1996 (finalista Fase C.N.D.)
- Coppa Italia Dilettanti Puglia:

Semifinalista: 2006-2007, 2014-2015

## Statistiche e record

### Partecipazione ai campionati
| Livello | Categoria                       | Partecipazioni | Debutto   | Ultima stagione | Totale |
| ------- | ------------------------------- | -------------- | --------- | --------------- | ------ |
| 3º      | Serie C                         | 4              | 1965-1966 | 1968-1969       | 4      |
| 4º      | Serie D                         | 18             | 1962-1963 | 2023-2024       | 22     |
| 4º      | Serie C2                        | 4              | 1998-1999 | 2001-2002       | 22     |
| 5º      | Serie D                         | 9              | 1978-1979 | 2013-2014       | 22     |
| 5º      | Campionato Interregionale       | 7              | 1981-1982 | 1991-1992       | 22     |
| 5º      | Campionato Nazionale Dilettanti | 6              | 1992-1993 | 1997-1998       | 22     |

## Tifoseria
I gruppi organizzati del tifo neretino sono quelli dei Tabula Rasa 2016 Neretini 2017 e gli storici Fedelissimi 1993.In precedenza il punto di riferimento del movimento ultras a Nardò era rappresentato dal gruppo South Boys fondato nel 2002 e sciolto nel 2017
Gemellaggio storico dei neretini è con la tifoseria del Martina, mentre vi sono amicizie con Manduria, Galatina, Cerignola, Messina, Taurisano e Ruffano.  
Le principali rivalità sono con Fasano, Tricase, Maglie, Francavilla Fontana , Turris, Nocerina, Trani, Gallipoli, Grottaglie, Brindisi ,Taranto,  Casarano e Angri.